# Вяткин, Василий Лаврентьевич
Васи́лий Лавре́нтьевич Вя́ткин  (18 августа [30 августа] 1869, Семиреченская область, Туркестанское генерал-губернаторство, Российская империя — 26 июня 1932, Самарканд, Узбекская ССР, СССР) — российский и советский археолог и историк-востоковед.

## Биография  и научные достижения
Родился в семье казака, после окончания учительской семинарии в Ташкенте некоторое время работал учителем в г. Оше. где начал изучение истории азиатских народов.   
Будучи членом Самаркандского статистического комитета, выполнял функции его библиотекаря. При его живейшем участии в 1896 году был открыт «Музеум Самаркандского статистического комитета» краеведческого профиля (археологический музей, директором которого он был долгое время), а спустя 15 лет ему удалось добиться строительства специального  музейного здания.
В Самарканде свои исследования Вяткин начал с изучения многочисленных вакфных документов.
Стал широко известен тем, что нашёл и раскопал останки  обсерватории Улугбека вблизи Самарканда.К археологии его привело еще одно направление исторической науки – изучение исторической топографии. Этому способствовало и увлечение В. Л. Вяткиным древними архитектурными памятниками Самарканда, любовь к которым он сохранил до конца жизни.
Им также производились раскопки на древнем городище — Афрасиабе в Самарканде. Основные результаты его исследований были опубликованы в 1926 году в работе под названием «Афрасиаб - городище былого Самарканда».
В научных кругах В. Л. Вяткин известен был также как собиратель и комментатор восточных средневековых рукописей.
Автор многих публикаций на страницах «Трудов» и «Обзоров», издававшихся областными статистическими комитетами Туркестанского края. В их числе были, например, «Материалы к исторической географии Самаркандского вилаета» (1902 г.), «О вакуфах Самаркандской области» и другие. Их высоко оценил крупнейший востоковед академик В. В. Бартольд, обычно сдержанный и даже скупой на похвалы, констатировавший, что «работы В. Л. Вяткина занимают совершенно исключительное место среди работ по истории Туркестана».
Свободно владел таджикским, узбекским, персидским языками и арабской письменностью.
Осуществил и прокомментировал переводы на русский язык текстов таких научно значимых источников для изучения истории Средней Азии, как «Бабур-намэ», «Самаркандский вилает» Мухаммеда Салиха, «Кандия малая» ан-Насафи ас-Самарканди, «Самарийа» Мир Тахир-Ходжи и другие. В 1918 году был издан его «Учебник узбекского языка для русских школ» (второе издание — в 1923 г.), изданы были учебники персидского языка. 
18 апреля 1903 года был назначен штатным смотрителем памятников Самарканда.«как лицо, изучающего историю Средней Азии по мусульманским источникам и, попутно, вопросы по истории памятников строительного искусства, а главное, как лица, знающего разговорный и письменный язык местных [народов]». В обязанности В. Л. Вяткина входили надзор за состоянием сооружений и организация ремонтных мероприятий.
В. Л. Вяткин  собрал большую коллекцию восточных рукописей,  которая после его смерти поступила в фонды Государственной публичной библиотеки.
Умер в Самарканде в 1932 году. В 1934 году останки были перенесены к месту открытия им руин обсерватории Улугбека и в наши дни перезахоронены вновь. Согласно воле покойного, собранные им коллекции предметов древности, находившиеся в его личном владении, были переданы родному для Вяткина Самаркандскому музею.

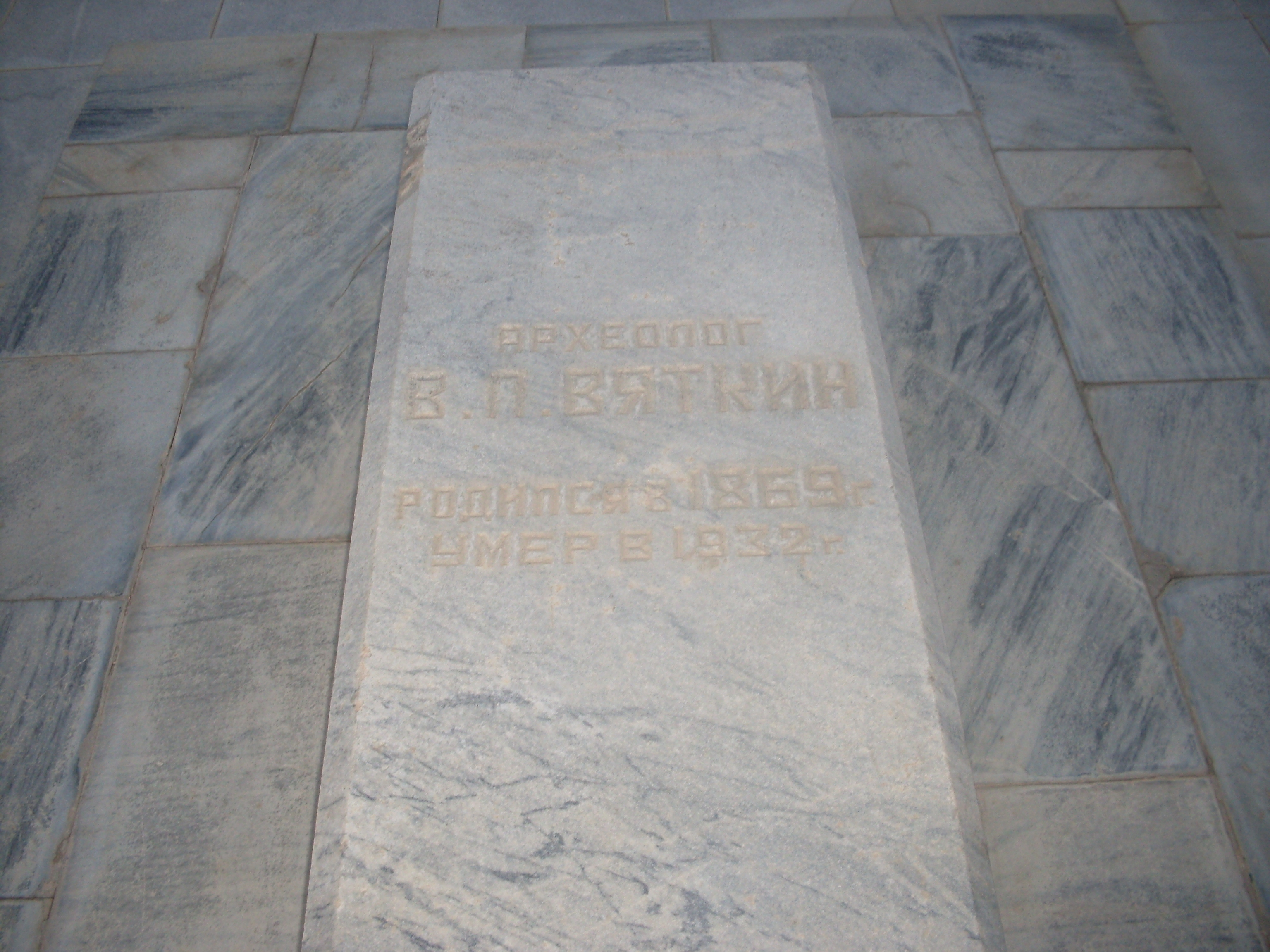
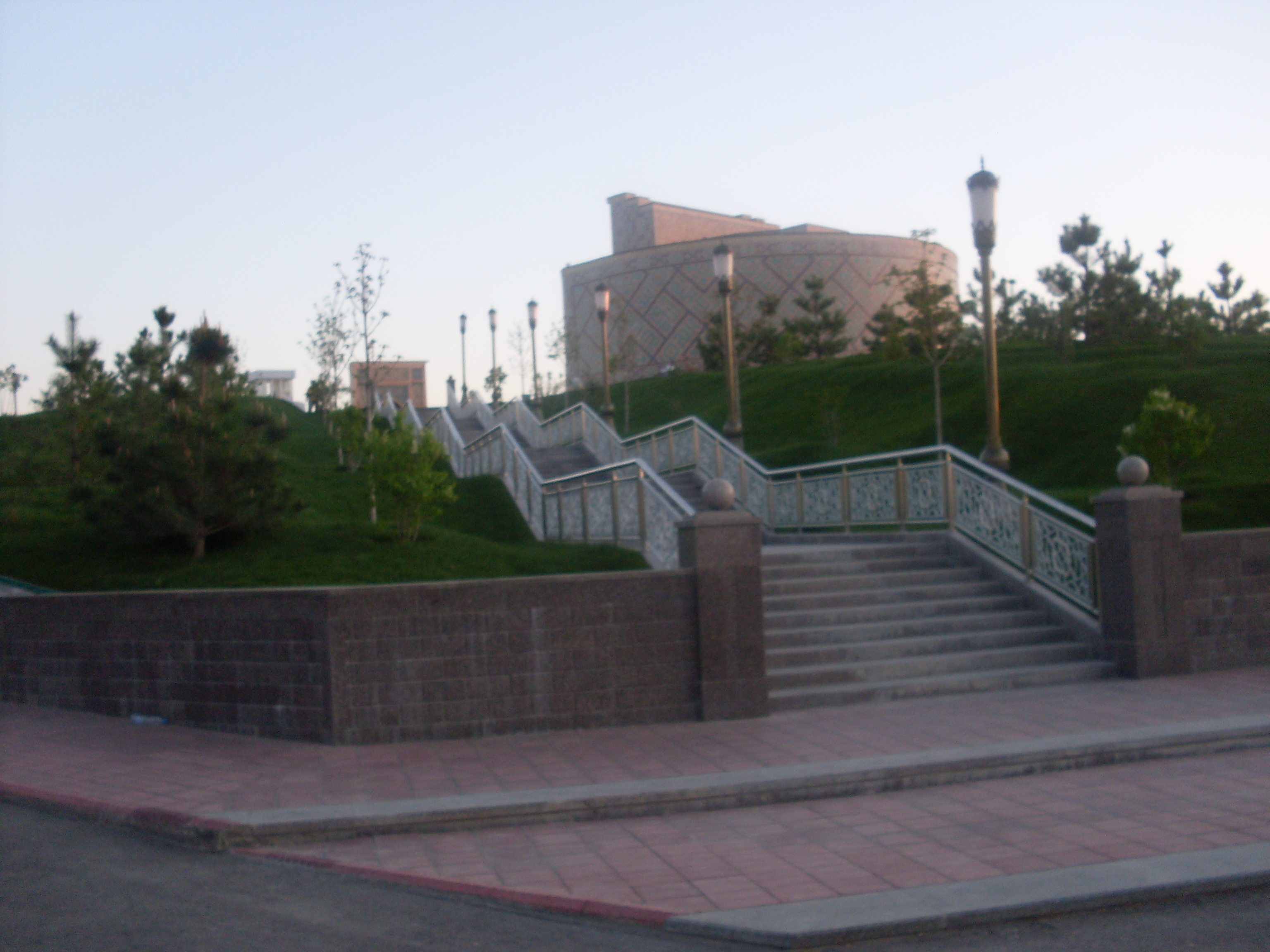
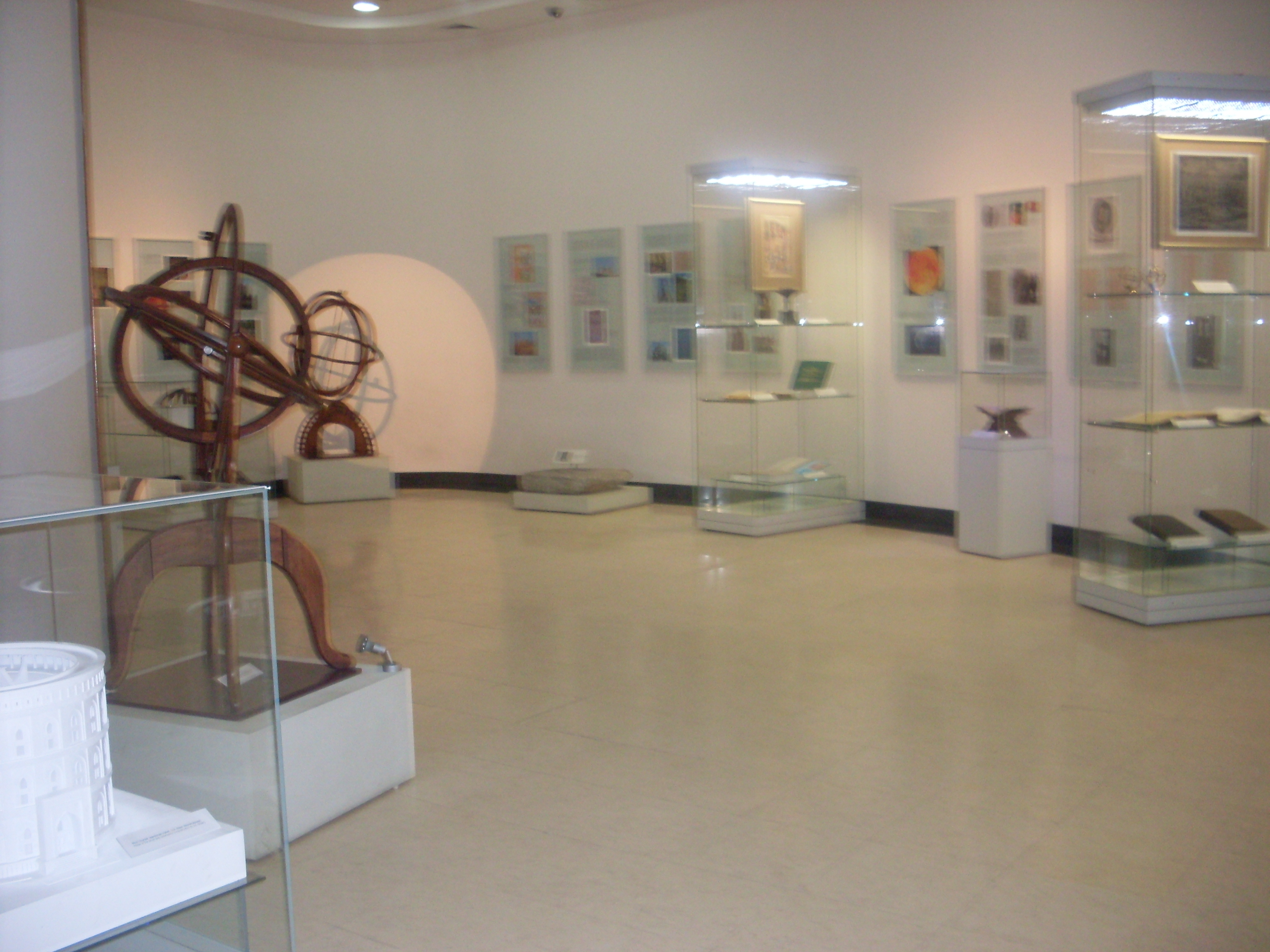